# نيك هايدن
نيك هايدن (بالإنجليزية: Nick Hayden)‏ هو لاعب كرة قدم أمريكية أمريكي، ولد في 4 فبراير 1986 في هارتلاند في الولايات المتحدة.

## وصلات خارجية
- نيك هايدن على موقع مرجع كرة القدم المحترفة.كوم (الإنجليزية)